# 帕斯科縣 (佛羅里達州)
帕斯科县（英語：Pasco County）是美国佛罗里达州的一個縣份，位於佛罗里达半岛西部，臨墨西哥湾。面積2,248平方公里。根據2020年美國人口普查，共有人口56萬1,891人。縣治戴德市。該縣成立於1887年6月2日，縣名紀念聯邦參議員賽繆爾·帕斯科。